# Privatna momčad (mototrke)
Privatna momčad u automobilizmu i motociklizmu je momčad koju proizvođač automobila (proizvođač motocikala) izravno ne podupire. Česti su u relijima i na trkačkim pistama. Često su to natjecatelji koji sami grade i održavaju vlastita vozila. Prijašnjih sezona Formule 1, privatne momčadi utrkivale su se vozilima koja su sastavili po svojem nahođenju. Šasije jedne momčadi ili konstruktora da bi sastavili svoje vozilo i vlastitim doradama tvorničkih motora. Dogovori o slozi zabranili su ovakvu praksu. Izraz je u rastućoj uporabi u kontekstu Formule 1 kad se govori o momčadima koje barem dijelom nisu u vlasništvu velikih korporacija, poput Williamsa. Suprotna vrsta momčadi su tvorničke momčadi. Ako je neki proizvođač motora dobavljač motora nekoj momčadi, to tu momčad još uvijek ne čini tvorničkom momčadi tog proizvođača.